# Abdoulaye Loum
Abdoulaye Loum (Mont-de-Marsan, 3 aprile 1991) è un cestista francese.

## Palmarès
- Campionato francese: 1

Élan Chalon: 2016-17
- Leaders Cup: 1

Digione: 2020